# Steinkammer von Deinste
Die Steinkammer von Deinste ist ein Ganggrab, das nach Art der Urdolmen in den Untergrund eingetieft war. Es liegt etwa acht Kilometer südlich von Stade und 1,5 Kilometer südöstlich von Deinste in Niedersachsen, im Elbe-Weser-Dreieck. Es stammt aus der Jungsteinzeit 3500–2800 v. Chr. und ist eine Megalithanlage der Trichterbecherkultur (TBK).
Ein auf ähnliche Art eingetieftes Ganggrab ist die Steinkammer von Grammdorf, die 1982 bei Grammdorf, Gemeinde Wangels, im Kreis Ostholstein ausgegraben wurde. Die Eintiefung und die geringe Größe dieser Anlagen machen es wahrscheinlich, dass es sich um zwei der ältesten Anlagen dieses Typs handelt.

## Beschreibung
Bis in die 1930er-Jahre lag ein aus 43 Hügeln bestehendes Grabhügelfeld in der Heide um einen heute verlandeten See. In dem Rest eines einst großen Rundhügels, der zwei Baumsargbestattungen enthielt, lag eine kleine Kammer, deren Ostende stark gestört ist. Von den ehemals drei Decksteinen sind nur zwei vorhanden. Der dritte fiel Mitte des 19. Jahrhunderts Steinsuchern zum Opfern. Im ersten Viertel des 20. Jahrhunderts war die offene Kammer das Ziel von Raubgrabungen. In den Jahren 1928/1929 wurde die Kammer von Willi Wegewitz vermessen und untersucht. Der umgebenden Hügel, in der damals noch intakten Heidelandschaft blieb erhalten. Im Zuge von Kultivierungen waren der Hügel und die Kammer 1959 erneut gefährdet und wurden von Jürgen Deichmüller untersucht. Die Anlage konnte restauriert und vor weiterer Zerstörung geschützt werden.

## Aufbau
Der große Hügel mit einem Durchmesser von 25 Meter wurde völlig abgegraben. Dadurch konnte Einblick in den Kammeraufbau und den Bauvorgang erlangt werden. Die Trägersteine waren in eine 90 Zentimeter tiefe Grube gestellt worden und ragten nur etwa 50 Zentimeter über die Erdoberfläche. Sie wurden von außen durch eine Rollsteinpackung und innen durch ein doppeltes Bodenpflaster stabilisiert. Die Zwischenräume zwischen den Tragsteinen wurden mit Steinplatten ausgefugt. Auf der Südseite lag ein schmaler Zugang. Davor lagen Treppensteine und ein Schwellenstein. Ein keilförmiger Stein verschloss den Zugang. Die Untersuchung im ungestörten Hügelteil zeigt weitere Details. Um die Kammer war ein flacher Hügel aufgeschüttet worden, der auch die Decksteine bedeckte. In Höhe der Unterkante der Decksteine war der Hügel mit einem Steinkranz aus eimergroßen Findlingen umgeben der zur Befestigung des Hügels beitrug.

## Funde
Vom Kammerinventar war nicht viel übrig. Jedoch reichten das Scherbenmaterial und die Holzkohlenreste aus um die Trichterbecherleute als Erbauer der ursprünglichen Anlage zu erkennen. Die bei der Untersuchung festgestellten verschiedenen Scherbenkonzentrationen unter dem Hügel (außerhalb der Kammer) liegen stets in der Nähe von Steinsetzungen und sind in anderer Hinsicht interessant. Die scharfen Bruchkanten der Scherben zeigen an, dass die Gefäße bereits zur Belegzeit der Kammer zerbrochen wurden. Jürgen Deichmüller weist auf die Verbindung der Scherbenkonzentrationen und Steinsetzungen hin und gibt zu bedenken, ob nicht intentionell Gefäße zerschlagen worden sein können – etwa im Rahmen eines Ritus, dessen Sinn verborgen ist. Scherbenanhäufungen vor den Eingängen von Megalithanlagen, die häufig zu beobachten sind, wurden in der älteren Forschung meist als achtlos ausgeräumte Kammerinhalte gedeutet. Befunde wie der von Deinste lassen uns heute meist in oben angedeutetem Sinn interpretieren.

## Nachnutzung
Die Geschichte des Hügels endet nicht mit den Aktivitäten der Trichterbecherkultur, denn auch Bestattungen der Einzelgrableute ließen sich durch Funde und Befunde erkennen. In der älteren Bronzezeit wurde der Hügel dann beträchtlich erhöht und erweitert, um mehrere Baumsargbestattungen aufzunehmen. Diese wurden durch die Verkeilsteine der Särge angezeigt und durch pollenanalytische Untersuchungen datiert. Im oberen Hügelteil fanden sich Urnen der älteren Eisenzeit.